# Gregorius XII
Gregorius XII, född Angelo Coraria cirka 1326 i Venedig, död 18 oktober 1417 i Recanati, var påve från 30 november 1406 till 4 juli 1415 (abdikerade).

## Biografi
Angelo Coraria föddes mellan 1325 och 1327 som son till patriciern i Venedig, Niccolò Correr. Efter studier i Bologna blev han 1380 biskop. Tio år senare blev han patriark av Konstantinopel, men endast till titeln på grund av den stora schismen. Han var sekreterare åt påve Innocentius VII, och utsågs 1405 till kardinalpräst av San Marco. 
Vid Innocentius bortgång 1406 valdes han enhälligt till efterträdare av kardinalerna, och svor att om motpåven i Avignon, Benedictus XIII, skulle lägga ner sin tiara skulle även han själv göra så. Eftersom såväl Gregorius XII som Benedictus XIII uteblev från konciliet i Pisa, valde kardinalerna 1409 Alexander V till påve, men formellt hade inte Gregorius XII avsatts. Vid en session i konciliet i Konstanz upphörde Gregorius XII att vara påve 1415. Kort därefter utnämndes han till kardinalbiskop av Porto-Santa Rufina.
| Påvar under den stora schismen |
| ------------------------------ |
|                                |